# 魚津彰
魚津彰（うおづ あきら、1962年5月31日 - ）は、日本の経営者。YKKAP株式会社代表取締役社長。

## 人物・経歴
1962年5月富山県黒部市生まれ。1985年3月千葉商科大学商経学部卒業。同年3月YKKAP株式会社入社。2013年4月執行役員営業本部窓事業企画部長、2017年4月執行役員住宅本部長、2019年4月執行役員営業本部長、2021年4月上席執行役員住宅本部長、2021年6月取締役上席執行役員住宅本部長、2022年4月取締役副社長海外担当。2023年4月1日同社代表取締役就任。